# Hušnjakovo brdo
Hušnjakovo brdo (poznato i kao Hušnjakov brijeg, Špilja Hušnjakovo) paleolitičko je nalazište na kojem su nađeni ostaci neandertalaca. Nalazi se u zapadnom dijelu grada Krapine. Proglašeno je paleontološkim spomenikom prirode. Važan je paleontološki, paleoantropološki i arheološki lokalitet.
Istraživanja započinju 23. kolovoza 1899. godine, kada je Dragutin Gorjanović-Kramberger na poziv fra Dominika Antolkovića posjetio nalazište na Hušnjakovom brdu, kako bi proučio ostatke kostiju i zubi koji su tamo pronađeni. Zbog iskopavanja pijeska, koje se vršilo na spomenutom brdu, radnici su pronašli fragmente kostiju. Tijekom šest godina iskapanja nađeno je oko devet stotina ljudskih fosilnih kostiju, brojna kamena oruđa iz razdoblja paleolitika te fosilni ostaci špiljskog medvjeda, vuka, losa, golemog jelena, toplodobnog nosoroga, divljeg goveda i drugih životinja. Starost ovog bogatog nalazišta odgovara vremenu od prije 130.000 godina. Također su pronađeni i ostaci ognjišta po čemu se može zaključiti da je krapinski pračovjek poznavao vatru. Živio je u špiljama, a pješčenjaci Hušnjakovoga brda bili su vrlo prikladni za kopanje takvih špilja. Kasnije su zatrpane nanosima rječice Krapinice.
Na Hušnjakovome brdu osnovan je Muzej evolucije 1970. godine, a na otvorenom prostoru postavljene su rekonstrukcije krapinskog pračovjeka i njegove obitelji uz vatru te rekonstrukcije životinja. Novi muzej, nazvan Muzej krapinskih neandertalaca, svečano je otvoren 27. veljače 2010. godine. 

## Unutarnje poveznice
- Krapinski pračovjek
- Muzej krapinskih neandertalaca
- Krapina